# Pitawal
Pitawal, daw. pitaval – ogólna nazwa wydanej drukiem publikacji, zawierającej publicystycznie opracowany zbiór sprawozdań z głośnych rozpraw sądowych w sprawach kryminalnych, rzadziej innych (np. cywilnych).
Nazwa pochodzi od nazwiska pierwszego autora takiego zbioru – francuskiego adwokata F.G. de Pitavala, żyjącego w latach 1673–1743, który w 1734 wydał swój zbiór spraw kryminalnych zatytułowany Causes célèbres et intéressantes (Cause célèbre fr. słynna sprawa).
Z czasem zakres pojęcia rozszerzył się na opisy samych przestępstw, bez rozpraw. Pitawal zwykle opisuje wydarzenia stanowiące pewną całość tematyczną, np. najważniejsze wydarzenia na danym terenie, w określonym czasie, dotyczące konkretnych sprawców lub poszkodowanych, rodzajów przestępstw itp.
Pierwszą polską pozycją tego charakteru był w wydany w 1852 we Wrocławiu "Tajemnice społeczeństwa ukryte w sprawach krymynalnych krajowych i Zagranicznych” autorstwa Ludwika Tripplina. Znanymi polskimi publikacjami tego typu są Pitaval warszawski Stanisława Szenica wydany w 1958 r. (z wieloma późniejszymi wznowieniami) czy Pitaval krakowski Stanisława Salmonowicza, Janusza Szwai i Stanisława Waltosia z 1962 roku, również wielokrotnie wznawiany. W 2009 r. wydano Pierwszy pitawal gdański, czyli zbrodnia nad Motławą autorstwa Pawła Pizuńskiego.